# Semiothisa elongaria
Semiothisa elongaria là một loài bướm đêm trong họ Geometridae.